# Mähnenwolf
Der Mähnenwolf (Chrysocyon brachyurus) ist der größte Wildhund Südamerikas. Er ist hochbeinig und schlank wie die großen Wildhunde Eurasiens (Wolf, Rothund) und Afrikas (Afrikanischer Wildhund). Anders als diese ist der Mähnenwolf aber kein Hetzjäger.

## Merkmale

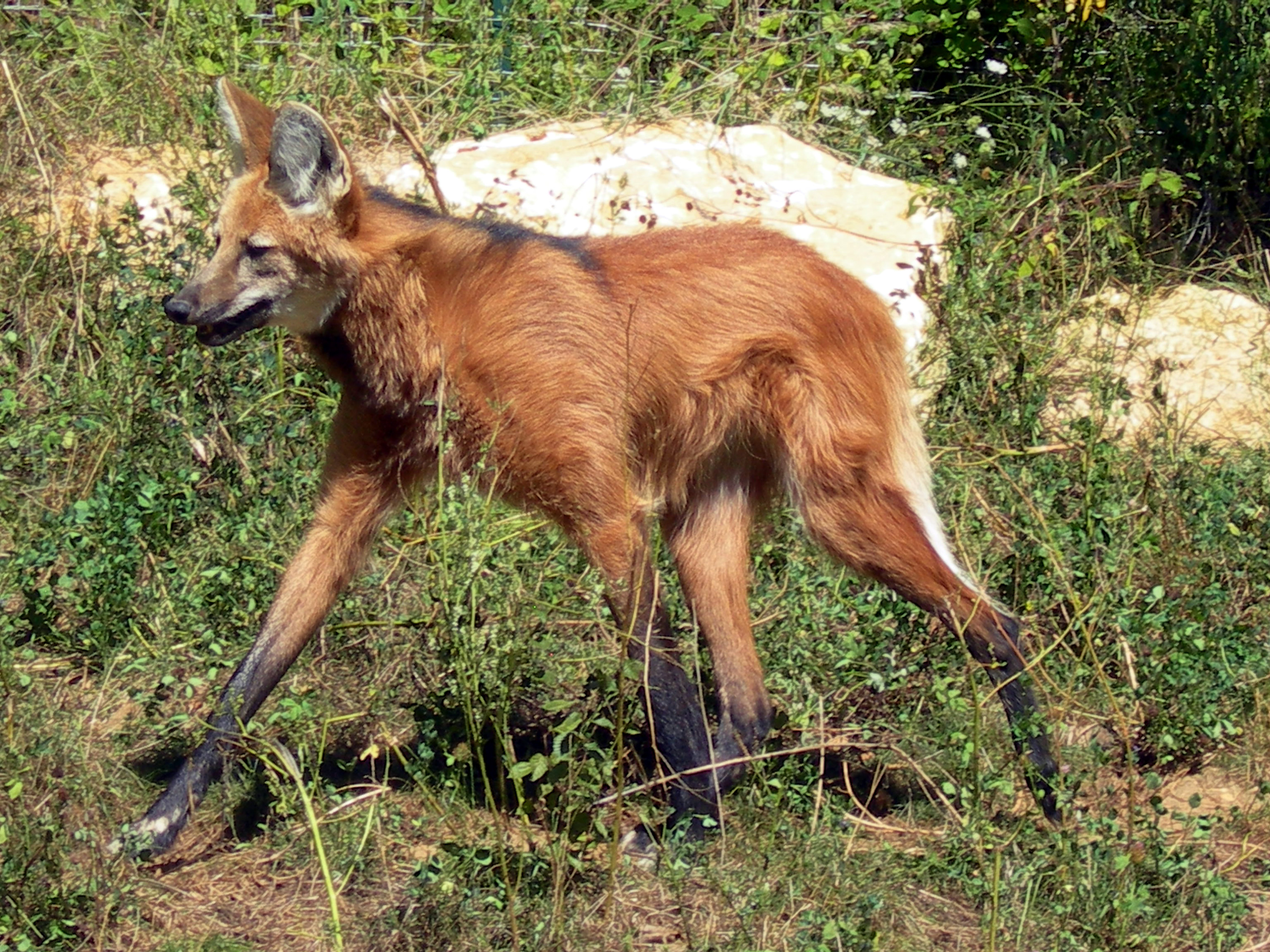
Typisch für den Mähnenwolf sind seine langen Beine.

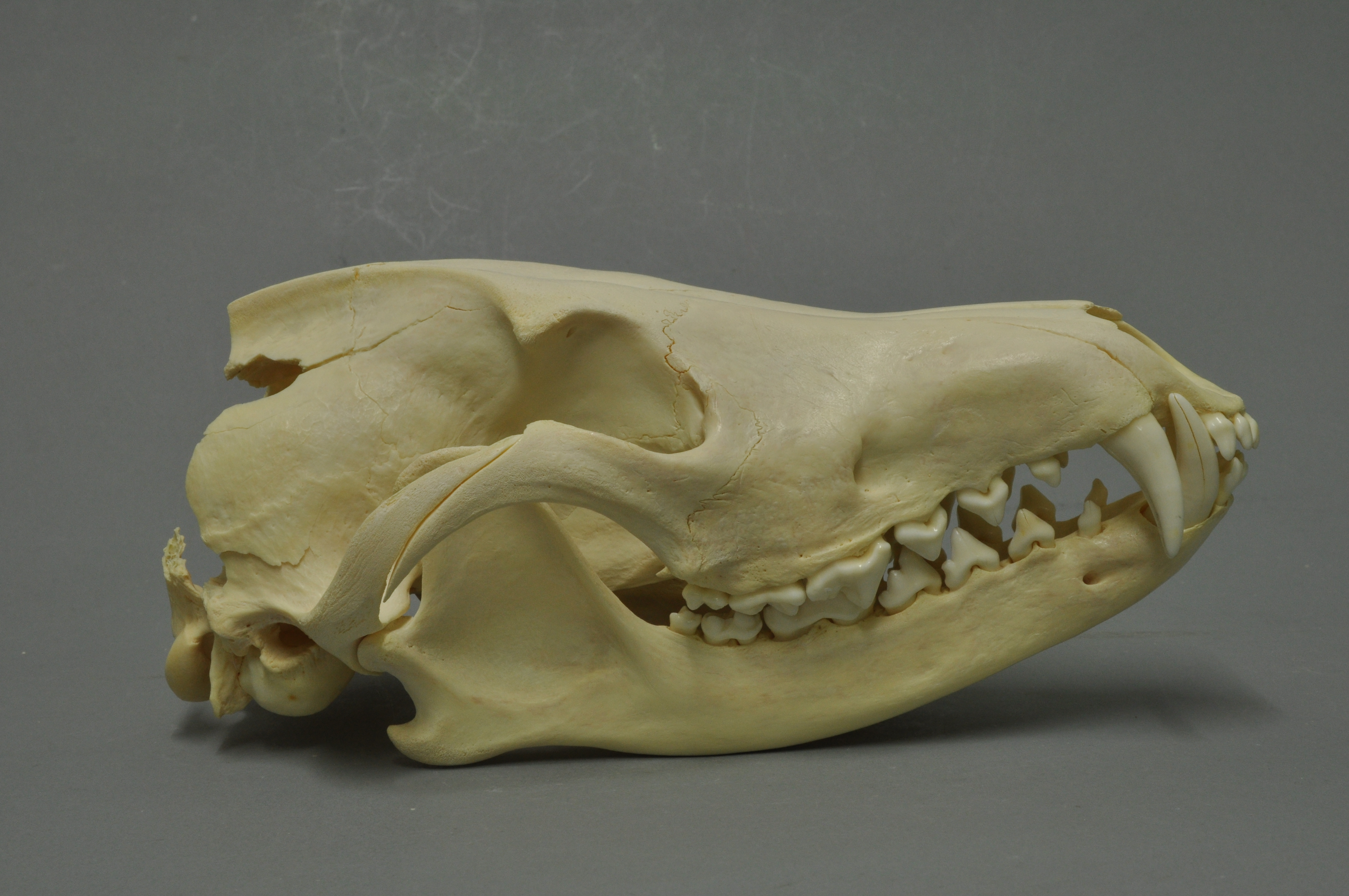
Schädel

Die Größenmerkmale des Mähnenwolfs variieren unter anderem durch lokale Einflüsse. Im Mittel beträgt die Kopf-Rumpf-Länge 105 cm, zu welcher, bei einer Schulterhöhe von zum Teil über einem Meter, durchschnittlich 44 cm Schwanz hinzuzurechnen sind. Kopf-Rumpf-Längen von bis zu 130 cm sind möglich. Das Gewicht eines Mähnenwolfs beträgt je nach Quelle zwischen 20 und 35 kg. Die Färbung des Tieres ist mit einem Rotbraun zu beschreiben, wobei die Rückenpartie in der Regel heller erscheint. Neben der Schnauze sowie den Unterschenkeln weist auch die für die deutsche Namensgebung charakteristische „Mähne“ des Mähnenwolfes eine schwarze Färbung auf. Die Mähne ist dabei durchschnittlich 47 cm lang und somit nahezu halb so lang wie das Tier (exkl. Schwanz) selbst. Die Schwanzspitze sowie die Innenohren und die Kehle des Mähnenwolfes sind weiß gefärbt. Erstere weist dabei eine starke Variation in der Länge auf, so dass die weiße Färbung 17 bis 66 % des Schwanzes bedeckt. Ein signifikanter Geschlechtsdimorphismus liegt – mit Ausnahme der Ohren – nicht vor.

## Verbreitungsgebiet und Lebensraum

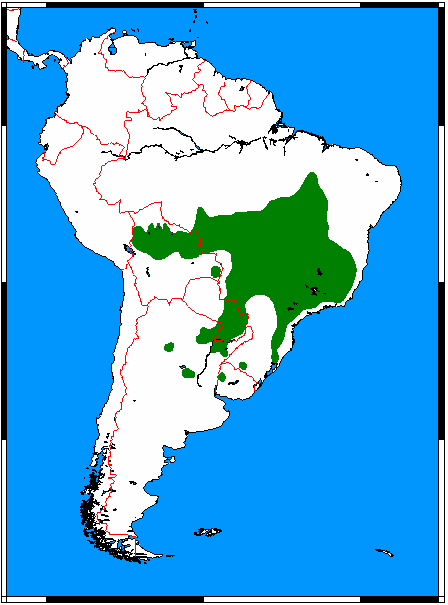
Verbreitungsgebiet des Mähnenwolfs

Verbreitet ist der Mähnenwolf ursprünglich in den Savannenlandschaften des zentralen Südamerika von Nordostbrasilien über Südbrasilien (Rio Grande do Sul), den Gran Chaco Paraguays bis Uruguay und Argentinien auf 30° südlicher Breite. Im Westen reicht das Gebiet über Bolivien bis zur peruanischen Grenze. Als Lebensraum bevorzugt der Mähnenwolf hohe Grasgebiete, Buschländer (Cerrado) und parkähnliche Landschaften sowie feuchte, teilweise saisonal überschwemmte Grasgebiete. Tagsüber ruhen die Tiere meist in Galeriewäldern und an sumpfigen Flussläufen. Teilweise jagen sie offenbar auch im Kulturland.

## Lebensweise

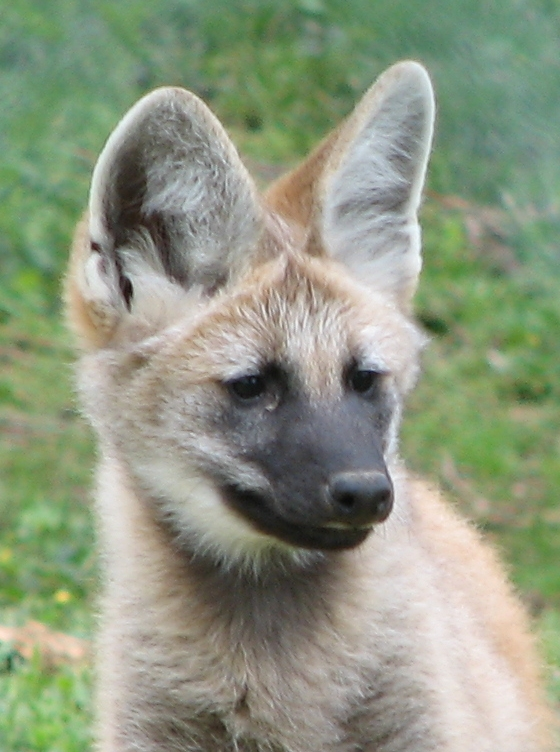
Junger Mähnenwolf

Von anderen großen Wildhunden weichen Mähnenwölfe in der Lebensweise beträchtlich ab. Sie bilden keine Rudel. Männchen und Weibchen bewohnen zusammen ein Territorium, doch gehen sie meist eigene Wege und jagen getrennt. Nur nach einer Geburt ist die Partnerschaft enger, und der Rüde hilft bei der Aufzucht und Versorgung der im Schnitt drei Welpen. Die Paarungszeit erreicht zwischen April und Juni einen Höhepunkt, weshalb die meisten Jungen nach einer Tragzeit von etwa 65 Tagen im  Spätwinter und frühen Frühling (der Südhalbkugel) zur Welt kommen. Alle in der Wildnis untersuchten Wurfplätze lagen versteckt auf erhöhten Bereichen inmitten von sumpfigen Hochgrasgebieten. Das Revier ist je nach Gegend etwa 25 bis 60 Quadratkilometer groß. Markiert wird bevorzugt an auffälligen Stellen, wie Termitenhügeln, durch Urinieren. Tiere ohne Revier leben in den Grenzgebieten zwischen den Territorien und markieren nicht. Der typische Laut ist ein Bellen, das man zu jeder Tages- und Jahreszeit vernehmen kann. Mähnenwölfe sind nacht- oder dämmerungsaktiv. Ihre Zähne sind so weit zurückgebildet, dass sie keine großen Tiere erjagen und zerlegen können. Trotz ihrer Größe sind Mähnenwölfe auf kleine Beutetiere wie Kaninchen, Nagetiere, Vögel und Insekten spezialisiert. Vor allem in der Cerrado-Region stellt das Siebenbinden-Gürteltier eines der wichtigsten Beutetiere dar. Auch pflanzliche Nahrung wie Früchte von Solanum lycocarpum („Wolfsapfel“) spielen eine wichtige Rolle; diese machen einen relativ großen Anteil der Nahrung aus. Bei der Jagd kommen verschiedene Techniken zum Einsatz: Kleinnager werden beschlichen und mit einem finalen Satz erbeutet oder ausgegraben, fliegende Vögel und Insekten werden bisweilen mit Sprüngen vom Boden aus erbeutet. Nur gelegentlich werden auch etwas größere Beutetiere, z. B. Pampashirsche, überwältigt.

## Körpergeruch
Der Körpergeruch und insbesondere der Urin des Mähnenwolfs ähneln dem Geruch von Cannabis. Als Ursache hierfür werden verschiedene Pyrazine angesehen. Dieser Umstand führte 2006 im Rotterdamer Zoo sogar zu einem Polizeieinsatz, weil sich Besucher über einen Mann beschwerten, der beim Beobachten der Tiere Cannabis geraucht haben soll. Später stellten sich jedoch die Ausscheidungen der Mähnenwölfe als Ursprung des Geruchs heraus.

## Gefährdung
Der Mähnenwolf wird von der IUCN als „potentiell gefährdet“ (near threatened) eingestuft. Man geht insgesamt von einem Gesamtbestand von etwa 13.000 adulten Tieren aus, wobei die Tiere in den meisten Gebieten in recht geringen Bestandsdichten vorzukommen scheinen. Bedrohungen stellen Lebensraumzerstörungen, Verkehrsunfälle und Angriffe durch Haushunde dar. Wie stark die Populationen durch Krankheiten dezimiert werden, ist unklar. Die Jagd ist in Brasilien, Paraguay und Bolivien verboten. Mähnenwölfe sind keine ernste Bedrohung für die meisten Nutztiere des Menschen. Bisweilen werden sie allerdings als Geflügeldiebe geschossen. Mähnenwölfe kommen auch in geschützten Gebieten, etwa dem Emas-Nationalpark in Brasilien, vor.

## Taxonomie
Der Mähnenwolf ist mit dem eigentlichen Wolf nur entfernt verwandt. Lange wurde eine Verwandtschaft mit südamerikanischen Kampfüchsen wie dem Andenschakal vermutet. Nach neuen Untersuchungen ist der Mähnenwolf jedoch mit überhaupt keinem lebenden Wildhund sonderlich nahe verwandt. Demnach stellt er neben dem Waldhund und den südamerikanischen Kampfüchsen eine dritte Linie der südamerikanischen Hunde dar. Die drei Linien haben sich offenbar vor ihrer Einwanderung über die Mittelamerikanische Landbrücke bereits vor 6 bis 7 Millionen Jahren in Nordamerika auseinanderentwickelt. Unter den Hunden ist er der größte Überlebende der südamerikanischen Großtierfauna des Pleistozän.
Man unterscheidet keine Unterarten des Mähnenwolfs.